# Kollumerpompsters

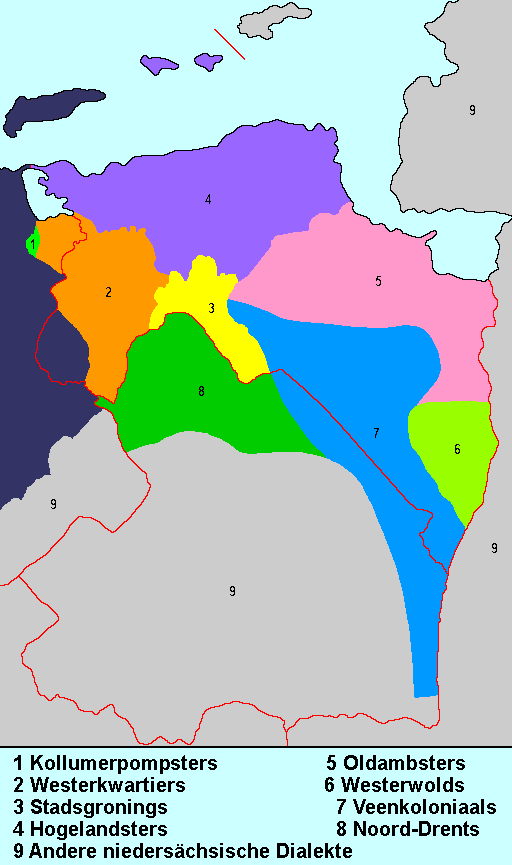
Das Kollumerpompsters innerhalb des Gronings (Nr. 1).

Das Kollumerpompsters (Eigenbezeichnung: Pompsters) ist ein Übergangsdialekt zwischen der westfriesischen Sprache und dem niedersächsischen Gronings. Es wird trotz des starken friesischen Einflusses zum Niedersächsischen („Nedersaksisch“) gerechnet.
Das Kollumerpompsters wird im Ort Kollumerpomp der Gemeinde Noardeast-Fryslân im Nordosten der niederländischen Provinz Friesland gesprochen. Westlich des Ortes beginnt das friesische Sprachgebiet, östlich wird der niedersächsische Dialekt Westerkwartiers gesprochen. Aktuell wird vermutet, dass noch etwa 200 meist ältere Menschen das Kollumerpompsters sprechen.
Es wird davon ausgegangen, dass das Kollumerpompsters viel Ähnlichkeit mit den Altgroninger Dialekten hat, in denen der Einfluss der friesischen Substratsprache noch stärker vorhanden war.